# Douglas (Novo Brunswick)
Douglas é uma pequena comunidade localizada no condado de York, Nova Brunswick, Canadá.
Localizada na margem direita do rio Saint John se desenvolveu uma comunidade agrária, mas ultimamente , a cidade tem testemunhado o desenvolvimento de 2 migrações residenciais, uma largamente de residentes para a capital Fredericton.
Sua população é de 2.369 habitantes (censo de 2001).
Fica a 32km de distância (em linha reta) de Fredericton, capital de Nova Brunswick.